# 土橋信男
土橋 信男（どばし のぶお、1936年3月16日 - 2012年7月7日）は、日本の行政学者・教育学者。Ph.D.（シラキュース大学）。専門は、高等教育行政学。元学校法人北星学園理事長。

## 生涯
満洲国奉天生まれ。山梨県立市川高等学校卒業後、国際基督教大学教養学部自然科学科卒業。同大学院教育哲学専攻修了。その後、フルブライト奨学生としてシラキュース大学大学院に入学。1974年シラキュース大学大学院高等教育行政科学科博士課程修了。1975年文学部助教授、同文学部教授を経て、1993年北星学園大学・北星学園大学短期大学部学長を務める（～2000年）。2000年北星学園大学名誉教授。2001年に札幌市教育長（～2002年）。2002年函館大学商学部特任教授（～2011年）。2003年学校法人桜美林学園理事（～2011年）。2004年桜美林大学大学院招聘教授（～2011年）。2011年学校法人北星学園の理事長に就任。2012年7月7日、理事長在職中に急性白血病のため死去。2012年8月19日学校法人北星学園にて学園葬が営まれた。

## エピソード
- 北海道札幌市で初の民間教育長に就任した。
- 2000年11月に文部大臣から社会教育功労賞を受賞した。

## 主要論文
- 『アメリカにおける厚生補導の現状--一九七〇年代の変化と今後の方向』（厚生補導 130号, 1977年）
- 『高等教育の環境に関する研究』（日本教育学会大會研究発表要項 37巻-38巻, 1978年-1979年）
- 『教育者に求められる教養 (特集「教育者に求められる教養」)』（日本教師教育学会年報 5号, 1996年）